# Eremomastax
Eremomastax là chi thực vật có hoa trong họ Acanthaceae.